# FON
FON fue una empresa surgida en el año 2005 con el objetivo de crear una comunidad WiFi global, que permitía a sus usuarios la conexión a los puntos de acceso de otros usuarios a la vez que brinda acceso de pago a terceros mediante un sistema en el que las ganancias se reparten entre la compañía y el usuario que presta su conexión.
En España, la sucursal de Fon se cerró en 2019.

## El modelo de negocio
La compañía ofrecía "foneras" (routers Wi-Fi inalámbricos) para que el usuario compartiese parte del ancho de banda de su conexión a Internet. Al mismo tiempo, este usuario obtiene el privilegio de conectarse gratuitamente a otras foneras de la comunidad. Para ello la compañía mantuvo una página web actualizada con la posición y estado de todos los puntos de acceso inalámbricos que se encuentran operativos en ese momento.  

## La fonera

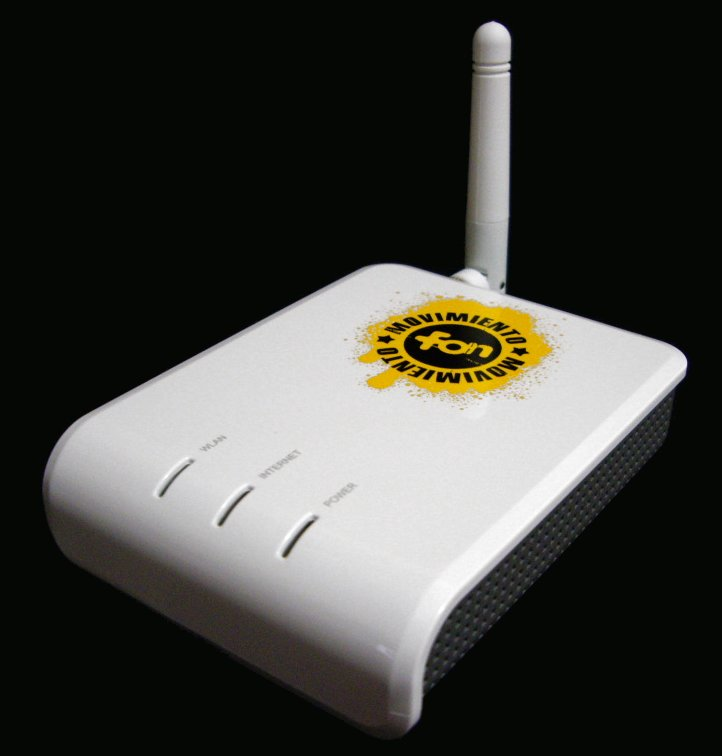
La fonera.

### Equipamiento soportado
Hasta el 19 de octubre de 2006 se soportaban los enrutadores Linksys WRT54G, WRT54GS/GL y Buffalo AirStation 54g. Quienes tenían uno de ellos podían descargarse e instalar en dicho enrutador un firmware disponible en la web de FON, que convertía el aparato en un punto de acceso FON. 
Posteriormente, FON ha desarrolló y puso a la venta sus propios "routers" (enrutadores), a los que llama "La Fonera", que solo ofrece conectividad wifi, y más recientemente, los modelos "La fonera+", que dispone además de un puerto ethernet, la "Fonera 2.0" que añade un puerto USB donde poder conectar discos, impresoras, cámaras, etc. La "Fonera 2.0n" con muchas funcionalidades ampliadas, y la "Fonera SIMPL", que retorna a los orígenes de "la fonera" pero ofreciendo conectividad wifi-n.

## Ventajas y problemas
El logro de la compañía fue crear un sistema mundial de localización de puntos de acceso inalámbricos, inspirado en las redes locales WIFI, que indica en tiempo real el estado operativo de cada uno, y permite la comunicación entre miembros con un sistema interno de mensajería, a la vez que facilita mediante medios de pago electrónicos el acceso a los no usuarios. 
Sin embargo, el problema más importante al que se enfrenta FON sería el de los aspectos legales. Según la legislación española (y en otros países la situación puede ser similar) se estarían cometiendo varias irregularidades por el aspecto lucrativo del proyecto: redistribución de conexión, incumplimiento de contrato o actuar como operador de telecomunicaciones sin pagar el correspondiente gravamen de la CMT. Todo esto provocó las reticencias de los usuarios más entendidos en este tipo de movimientos o en asuntos legales, que consideran este modelo un fraude o vaporware[cita requerida]. 

## Críticas
Algunos críticos postulan que el modelo de negocio de FON como tal no era verdaderamente ejecutable: según ellos, para que FON funcionase necesitaría una participación enorme de usuarios, y por otra parte, aunque así fuera, la cobertura ofrecida desde domicilios particulares sería muy irregular, no siempre de calidad y en su mayor parte formada por usuarios con una fonera, por lo que difícilmente habría suficientes dispuestos a pagar para crear un negocio rentable y sostenible. Sospechan entonces que el modelo de negocio real es convertirse en instrumento revendedor de accesos a internet de las operadoras regulares, con el gancho del posible roaming (posibilidad de disfrutar de conexión) en cualquier sitio.
Estas ambigüedades crean críticas a FON por parte de los defensores de la neutralidad de la red por su falta de ética. Esgrimen[¿quién?] varias razones:
- por recurrir con exceso a la especulación e intentar crear una "burbuja" vaporware;
- un engaño publicitario al vender una expectativa lejos de poder realizarse y por intentar presentarse como altruista, de esta forma conseguir adhesiones de los usuarios que son quienes entregan la red, cuando que en realidad sería un objetivo empresarial;
- pretender construir un operador "parásito" porque solo opera donde ya existe conexión.